# 放射線分解
放射線分解(ほうしゃせんぶんかい、radiolysis)とは、放射線が物質に当たって化学結合を破壊したり、予期しない化学反応を引き起こしたりすることをいう。電離放射線が物質に当たると電子を励起させたり電離させて引き剥がしてしまい、その結果分子が破壊されたり原子が励起したりといった反応が起こって、分子レベルで別の物質に変化したり、化学反応などを引き起こしてしまうということである。より広義には、放射線の照射によって生じた物質との化学反応も含めて放射線分解の対象とする。
放射線分解の詳細は不明な部分もまだ多いが、放射線を照射してはじめにできるイオン、励起種、遊離基がその後に化学反応などで出来る生成物の開始剤となっているとされている。
放射線分解の過程は放射線のエネルギーが物質に吸収される過程と、その結果生じた物質が引き起こす化学反応が終了するまでの過程に分類する事ができ、前者が放射線物理学、後者が放射線化学の狭義の対象となる。